# Embrace (album 2014)
Embrace è il sesto album in studio del gruppo musicale britannico omonimo, pubblicato nel 2014 dalla Cooking Vinyl.

## Tracce
1. Protection – 3:57
2. In the End – 4:30
3. Refugees – 4:59
4. I Run – 4:11
5. Follow You Home – 4:03
6. Quarters – 4:53
7. At Once – 3:56
8. Self Attack Mechanism – 4:33
9. The Devil Looks After His Own – 4:49
10. A Thief on My Island – 6:31

## Formazione
- Danny McNamara – voce
- Richard McNamara – chitarra, tastiera, percussioni, cori
- Steve Firth – basso
- Mickey Dale – tastiera, cori, arrangiamento strumenti ad arco
- Mike Heaton – batteria, percussioni, cori